# Plage de Barra
Plage de Barra (portugais : Praia da Barra) ou plus simplement Barra est une plage touristique du sud-est du Mozambique. Ce lieu de vacances se trouve sur la côte de l'océan Indien, sur la péninsule de Ponta da Barra, dans la province d'Inhambane, à 25 km en voiture de la ville d'Inhambane. Destination touristique majeure du Mozambique, Barra abrite des stations balnéaires, des maisons de vacances privées, des restaurants et des bateaux proposant de la plongée sous-marine. La plongée en apnée est populaire sous le phare de Barra à marée basse, où se trouve un bassin de marée naturel. L'épave du SS Inharrime, un cargo de construction italienne, sous bannière portugause, qui s'est échoué en 1949, gît à découvert à proximité. La région de Barra et Tofo est l'un des hauts lieux mondiaux pour les plongeurs souhaitant observer des requins baleines, des tortues de mer et des raies manta.

## Cyclone tropical Dineo
Le 15 février 2017, le cyclone tropical Dineo touche la côte du Mozambique. Barra se trouvant à proximité de l'épicentre, de nombreuses stations balnéaires, maisons et arbres ont été détruits ou endommagés. La communauté locale de pêcheurs a été gravement touchée. Susan Woest Strydom déclare à ce sujet : "Pour tous les lecteurs, il s'agit d'une nouvelle sur une tragédie que personne ne connaît, dont personne n'entend parler ou dont personne ne se préoccupe. Une tragédie qui concerne une société oubliée, de pauvres pêcheurs qui ont tout perdu. Le cyclone Dineo a en effet détruit la majeure partie de la flotte de boutres d'Inhambane. Ces gens ont été l'épine dorsale de cette région pendant des centaines d'années avec leurs boutres qui ont été la marque de fabrique d'Inhambane.
Les logos, les sculptures sur bois, les peintures et les dessins seront les seuls souvenirs de cette communauté indépendante qui demande si peu et qui pourtant remplit un tel rôle en fournissant de la nourriture et des revenus à une grande partie de la population locale. Ils sont à l'arrière-plan, oubliés par les politiciens et les projecteurs de l'industrie de l'information populaire. Ils ne sont qu'une menace pour les pêcheurs et les plongeurs sportifs. Nous ne connaissons pas l'impact sur la communauté locale en termes de sécurité alimentaire et de sécurité de l'emploi. Il s'agit d'un appel à l'aide pour aider ces personnes à réparer/remplacer ces boutres afin de leur assurer un avenir."
Le cyclone tropical Dineo a coûté la vie de 7 personnes, détruit plus de 20 000 maisons et causé des millions d'euros de dégâts dans son sillage. Un groupe de dauphins a également perdu 8 de ses membres, dont deux bébés, lorsqu'ils se sont échoués à Inhassoro.

## Voir également
- Inhambane